# 玉屋喜章
玉屋 喜章（たまや よしあき、1879年（明治12年）2月1日 - 1956年（昭和31年）10月17日）は、明治末から昭和期の実業家、政治家。参議院議員。通称・時次郎。

## 経歴
高知県安芸郡佐喜浜村（佐喜浜町を経て現室戸市佐喜浜町）で、漁業・玉屋能作の長男として生まれる。15歳頃から帆船（阪神へ薪炭を輸送）乗組となり、1900年（明治33年）大阪市の海士学館を卒業した。
海運業を始め、高知で紙問屋、大阪で事業を行うが失敗した。その後、関東に移ってから成功し、1923年（大正12年）総武銀行（現千葉銀行）頭取に就任。その他、台湾産業社長、大興紡績社長、共同生命保険社長、蓬莱閣ホテル社長、宮城電気鉄道取締役、成田急行電鉄常任監査役、玉屋産業海運商会社長、松田汽船社長、千葉合同無尽社長、千葉銀行取締役、千葉県商工連合会長、同県経営者協会会長などを務め、1946年（昭和21年）千葉商工会議所会頭に就任した。
1947年（昭和22年）4月の第1回参議院議員通常選挙で千葉県地方区から自由党公認で出馬して当選（補欠、任期3年）し、参議院議員に1期在任した。
その他、日本工業倶楽部役員、民主自由党顧問、全国無尽協会（現第二地方銀行協会）特別委員長、同監事、経済政策研究所理事長などを務めた。